# Implantation percutanée d'une prothèse valvulaire aortique
L'implantation percutanée d'une prothèse valvulaire aortique ou remplacement percutané de valve aortique, appelée couramment TAVI selon l'acronyme anglais (« transcatheter aortic valve implantation » dont TAVR « transcatheter aortic valve replacement » est un synonyme fréquent en anglais), est un traitement du rétrécissement aortique serré de l'adulte. Il consiste à remplacer la valve aortique du cœur par une prothèse valvulaire par voie artérielle (cathétérisme).
Le TAVI se distingue du remplacement valvulaire chirurgical en évitant une intervention à thorax ouvert avec circulation extracorporelle.
Le TAVI a été développé au début des années 2000, à la suite des travaux de l'équipe d'Alain Cribier et Hélène Eltchaninoff au Centre hospitalier universitaire de Rouen. Après une période de démarrage et un certain scepticisme, la procédure a été validée par de nombreuses études cliniques et est de plus en plus utilisée chaque année.

## Histoire
La prévalence du rétrécissement aortique augmente dans des populations de patients plus âgés. La maladie évolue lentement et silencieusement et, quand des symptômes cliniques apparaissent, le pronostic devient mauvais, avec une survie à 5 ans de 32 %. Jusque dans les années 2000, la seule thérapeutique efficace était le remplacement valvulaire chirurgical, nécessitant une chirurgie cardiaque avec circulation extracorporelle, avec une mortalité basse sur des patients bien choisis et de remarquables résultats, en améliorant nettement les symptômes et l'espérance de vie des patients. Cependant, le risque associé à l'intervention chirurgicale augmente avec l'âge et d'autres facteurs comme une altération de la fonction systolique du ventricule gauche, des rétrécissements sur les artères coronaires, des pathologies associées vasculaires cérébrales ou périphériques, une insuffisance rénale ou une pathologie respiratoire chronique, ce qui rend le risque chirurgical très élevé pour certains patients âgés qui sont alors déclarés inopérables, et ont de ce fait un mauvais pronostic à court terme.
Dans le but de traiter ces patients, a d'abord été développée la valvuloplastie aortique à ballonnet, consistant à simplement élargir la valve calcifiée native avec un cathéter à ballonnet, mais de nombreuses études ont montré des limitations importantes liées principalement à la récidive du rétrécissement valvulaire, avec un bénéfice modeste sur la survie des patients. C'est dans ce contexte qu'a émergé l'idée de placer au sein de la valve native calcifiée un stent expansible à ballonnet contenant une prothèse valvulaire, mais de nombreux problèmes ont dû être résolus auparavant, liés à la nature calcifiée de la valve native malade, et à la proximité immédiate de la naissance des artères coronaires, de la valve mitrale et du septum interventriculaire, siège du système de conduction.
Une étude d'autopsie a été réalisée à Rouen en 1994, consistant à implanter des stents de 23 mm de diamètre au sein de valves aortiques rétrécies, et a montré la faisabilité de la procédure. Ne réussissant pas à intéresser les entreprises biomédicales à ce projet, A. Cribier a créé en 1999 une start-up qui, avec l’aide d’une compagnie israélienne, a mis au point un premier modèle de prothèse expansible par ballonnet, une valve en polyuréthane, déjà utilisée depuis longtemps comme bioprothèse chirurgicale, sertie au sein d’un stent en acier de 23 mm de diamètre et 17 mm de hauteur, comprimée autour d'un ballon expansible dans un introducteur de 8 mm de diamètre, d'abord testé en laboratoire et en banc d’essai.
Après des expérimentations animales, la première procédure sur un patient inopérable et dans un état critique a eu lieu le 16 avril 2002.
Après le rachat de la startup par Edwards Lifesciences en 2004, les techniques ont été perfectionnées, ce qui a permis de mener des études qui ont établi le bénéfice très important de la procédure chez les patients jugés non opérables, avec une réduction de la mortalité de 20 % à un an, l’écart se creusant à 2 ans. Le TAVI a été remboursé par l’assurance maladie en janvier 2010, et des centres sélectionnés ont eu l'autorisation de le pratiquer en France. Ultérieurement, le TAVI a été comparé à l'intervention chirurgicale classique pour des patients à risque élevé, montrant que chez ces patients le TAVI donne les mêmes résultats que la chirurgie en termes de survie à 1 an, mais avec une nette diminution du risque opératoire. Fin 2016, l'intervention avait été pratiquée chez plus de 300 000 patients dans 65 pays et était approuvée dans plus de 50 pays. Elle a permis d'améliorer le pronostic de nombreux patients jugés auparavant inopérables en remplaçant leur valve aortique sans thoracotomie.
Une méta-analyse de ces essais randomisés promue par le groupe INTEGRITTY a montré que le TAVI a un effet protecteur à court terme et celui-ci disparaît après deux ans lorsque la chirurgie devient supérieure. Les résultats à court terme en faveur du Tavi sont liés à l’approche moins invasive, avec un taux de complications plus faible et une hospitalisation rapide. Ce résultat à court terme ne peut pas être confirmé à long terme car nous ne disposons pas d’un suivi suffisamment long sur Tavi.
Plus précisément, dans la méta-analyse, en examinant le critère composite de décès toutes causes confondues ou d’accident vasculaire cérébral, l’analyse du rapport de risque montre la supériorité du TAVI sur la chirurgie aortique pendant les 6 premiers mois après l’intervention ; Cet avantage diminue avec le temps et la chirurgie aortique devient supérieure à 2 ans.
En ce qui concerne la réhospitalisation, l’analyse de référence montre un faible taux de réhospitalisation chez les patients subissant une TAVI dans les 6 premiers mois suivant l’intervention. Au-delà de 6 mois, l'incidence de réhospitalisation est en faveur des patients subissant une chirurgie aortique avec un taux plus élevé chez les patients subissant une TAVI.

## Statistiques
Le nombre de TAVI augmente chaque année. Aux États-Unis, le TAVI est utilisé dans 40 % des interventions sur la valve aortique en 2016.

## Description de la procédure
Un scanner thoraco abdominal est, en règle générale, pratiqué avant l'intervention, afin d'évaluer la faisabilité de l'abord vasculaire, la taille de l'orifice aortique et sa morphologie.
Le TAVI est pratiqué le plus souvent sous prémédication (sédation) et anesthésie locale par une équipe spécialisée. Une anesthésie générale rend le geste plus lourd mais permet de mieux contrôler le positionnement de la valve et l'absence de fuite par une échographie transœsophagienne. La sédation médicamenteuse est parfois remplacée par une sédation par hypnose, avec des résultats équivalents, et comme bénéfices attendus la limitation du recours aux agents vasopresseurs et une probabilité forte d'évitement de syndromes confusionnels postopératoires,. La valve implantée est une valve biologique, qui a fait la preuve de son efficacité depuis des décennies en chirurgie cardiaque, mais ici repliée dans un treillis métallique appelé stent. Une fois bien placée, la prothèse valvulaire est déployée dans la valve aortique malade en l'écrasant de façon centrifuge, au moyen d’un ballonnet situé au bout du cathéter, à l'intérieur du treillis, et gonflé sous forte pression. Un autre type de valve, dite auto-expansible, prend spontanément sa forme définitive quand elle est libérée.
Lors d'un TAVI, le cathéter contenant la valve est introduit le plus souvent par l’artère fémorale au pli de l’aine. Lorsque la voie fémorale n’est pas possible en raison de l'étroitesse ou de la sinuosité des artères iliaques ou de l'aorte, il est possible d'introduire la valve directement par l'aorte thoracique ou même par la pointe du cœur (voie transapicale, nécessitant de faire un trou dans la paroi du ventricule gauche) au moyen d'une courte incision, Plus récemment est apparue l'introduction de la prothèse par une artère carotide commune, ou par une artère sous-clavière, alors que la voie transapicale semble de moins en moins utilisée[réf. souhaitée]. Par rapport aux interventions traditionnelles, le TAVI évite de devoir ouvrir le thorax, d'arrêter temporairement le cœur et de mettre en place une circulation extracorporelle pendant l’opération.
L'aspirine, à petites doses journalière, dans un but d'antiagrégant plaquettaire, est donné au moins dans les trois premiers mois. L'intérêt de l'association avec du clopidogrel n'est pas démontré et comporte une augmentation du risque hémorragique.

## Complications
Les suites après l’opération sont habituellement simples et le patient peut très rapidement rentrer chez lui, avec ou sans anticoagulants au long cours selon qu’il existe ou non une fibrillation auriculaire (la valve biologique implantée ne nécessite pas d’anticoagulants par elle-même). Il est possible de reprendre très vite une activité physique avec une gêne fonctionnelle absente ou minime.
Après un TAVI, des complications sont évidemment possibles comme dans tout geste opératoire : problèmes au niveau de l’artère fémorale, trouble de la conduction cardiaque, qui peuvent être immédiats ou plus retardés, nécessitant l’implantation d’un pacemaker notamment, plus fréquemment avec les valves auto-expansibles, accident vasculaire cérébral, plus rare avec les valves de troisième génération[réf. souhaitée].
Des fuites autour de la valve (régurgitations aortiques paravalvulaires) sont possibles, semblant plus fréquente avec les valves auto-expansibles. Elles sont peu gênantes tant qu'elles restent minimes.
La présence d'un thrombus sur la valve peut être dépistée dans 10 à 20 % des cas, en règle sans conséquence. Une thrombose de la valve se manifestant par un rétrécissement de celle-ci ou la présence d'une fuite pouvant être importante, est beaucoup plus rare, traitée par des anticoagulants oraux ou par fibrinolyse.
Une endocardite peut survenir, avec une fréquence similaire à celle de la complication de la pose d'une valve artificielle classique. Le pronostic en est médiocre, en raison notamment du terrain.

## Dispositifs

### Valves utilisées depuis 2012
- La valve aortique Sapien d'Edwards est fabriquée à partir de tissu péricardique bovin et est implantée via un système de distribution à base de cathéter. Elle a été approuvée par la Haute Autorité de Santé (HAS) en 2012 pour une utilisation en France[23]. Elle a ensuite été remplacée par un dispositif de deuxième génération, Sapien XT, puis de troisième génération, Sapien 3.

- La bioprothèse Lotus de Boston Scientific permet d'évaluer la position finale avant le largage de la valve et a été conçue pour minimiser les régurgitations aortiques postintervention. Elle a été remplacée par une valve de deuxième génération, Lotus Edge, qui a été approuvée par la HAS en 2016[24], elle n'est plus disponible en Europe en 2018[25].

- La valve aortique CoreValve Transcatheter de Medtronic est construite à partir d'un cadre en nitinol auto-expansible et est délivrée initialement par l'artère fémorale, mais d'autres voies peuvent être utilisées[26]. Cette structure a une portion ventriculaire, sorte de jupe qui vient s'adapter à la partie du ventricule gauche située juste en amont de la valve aortique (chambre de chasse) surmontée d'une portion aortique en aval de la valve. Ce dispositif a reçu l'approbation de la HAS en 2012. Il a ensuite cédé la place à un dispositif de deuxième génération, Corevalve Accutrack, puis de troisième génération Evolut R.

- La valve aortique Portico Transcatheter de St Jude Medical a reçu l'approbation de la marque CE européenne en décembre 2013. La valve est repositionnable avant la libération pour assurer un positionnement précis aidant à améliorer les résultats pour les patients. Elle n'est pas disponible en France actuellement.

### Valves remboursées par l'assurance maladie en France
Deux dispositifs de troisième génération sont remboursés par l'assurance maladie en France au 1er janvier 2018, un dispositif dont l'expansion s'obtient par gonflage d'un ballonnet et un dispositif auto-expansible.
- Une nouvelle version de la valve Edwards, appelée SAPIEN 3, est disponible en France depuis le mois de septembre 2014, en trois diamètres : 23, 26 et 29 mm. Comparativement au modèle précédent, elle a été modifiée avec l’ajout d’une jupe externe en tissu de polytéréphtalate d'éthylène entourant le stent, afin d’améliorer l’étanchéité et de limiter le risque de fuite autour de la valve (régurgitation aortique paravalvulaire). La forme du stent a été modifiée permettant une augmentation de la force radiale. Enfin, le diamètre de l’introducteur a été diminué, facilitant la voie transfémorale. L'étude PARTNER II S3 a constaté une diminution des complications avec cette valve par rapport aux versions précédentes[27]. Ce modèle a reçu l'approbation de la HAS en 2014[28].

- la valve Medtronic Evolut R est une nouvelle version de la Corevalve, auto-expansible en nitinol, disponible en actuellement en 4 diamètres : 23, 26, 29 et 34 mm. Par rapport à la CoreValve, la valve Medtronic Evolut R a une portion aortique réduite en hauteur, une forme optimisée, une force radiale plus importante et une extension de la jupe dans sa portion ventriculaire. Ces modifications permettent d’optimiser le positionnement de la valve, avec une diminution des troubles conductifs (nécessitant le recours à un pacemaker) et une réduction des régurgitations aortiques paravalvulaires. Le cathéter servant à l'implanter est de diamètre plus petit qu'auparavant, facilitant l'abord transfémoral. Cette valve est recapturable, repositionnable et récupérable si nécessaire, permettant un déploiement optimal et précis. Enfin, elle peut adapter sa forme dans des anneaux aortiques non circulaires ou déformés par de volumineuses calcifications. Les résultats sont améliorés par rapport à la CoreValve[29]. Ce dernier modèle a reçu l'approbation de la HAS en 2015[30] puis en 2017 pour le diamètre 34 mm[31].

Dans toutes ces recommandations la HAS rappelle que l'indication d'un TAVI, plutôt que de la chirurgie conventionnelle, ne doit pas résulter du refus de la chirurgie conventionnelle par le patient, mais du respect des indications précisées dans chaque recommandation.

## Indications

### Position de la HAS pour les sténoses aortiques
Pour la HAS l'indication du TAVI concerne les « patients avec sténose aortique sévère symptomatique contre-indiqués à la chirurgie. L’indication du remplacement valvulaire aortique doit être posée et la contre-indication à la chirurgie évaluée lors d’une réunion multidisciplinaire en prenant en compte les scores de risque opératoire (Euroscore logistique ≥ 20 % ou STS ≥ 10 %) et les comorbidités. Cette réunion doit être assortie de la rédaction d’un compte rendu qui sera annexé au dossier médical du patient ».
Les indications dépendent donc du risque opératoire qui peut être calculé pour le patient à partir de l'Euroscore 2, ou du score STS, mais ces scores doivent être interprétés avec prudence.
Pour ces patients chez qui le remplacement valvulaire chirurgical présente un risque élevé, l'indication à préférer un TAVI à la chirurgie conventionnelle ou au simple traitement médical est validée depuis au moins 2011 dans l'étude PARTNER,.

### Discussions
Actuellement, il n'y a pas d'indication en France pour les patients à risque bas ou intermédiaire. Pour ces patients, une revue systématique des groupes de patients montre que le TAVI par voie fémorale réduit probablement le risque à court terme de décès, d'accident vasculaire cérébral, ou d'hémorragie potentiellement fatale, mais augmente le risque de survenue de signes d'insuffisance cardiaque et augmente légèrement le risque de la nécessité d'une réintervention.
Cette même revue retrouve que le TAVI par voie transapicale augmente probablement le risque de décès, accident vasculaire cérébral, insuffisance rénale aiguë, nécessité d'un pacemaker, et augmente légèrement la nécessité d'une réintervention, par comparaison avec le remplacement valvulaire aortique chirurgical classique. Une forte recommandation contre cette procédure par voie apicale a été publiée lorsque la voie fémorale ou la chirurgie classique est possible.
En 2016, un des résultats de l'étude PARTNER 2, est que le TAVI n'est pas inférieur à la chirurgie chez des patients à risque intermédiaire à 24 mois. 
En 2017, l'étude SURTAVI montre que le TAVI effectué avec une valve auto-expansible donne d'aussi bons résultats à 24 mois que la chirurgie classique chez les patients à risque intermédiaire (risque évalué entre 3 et 15 % dans les 30 jours suivant l'opération) mais avec des complications différentes dans les deux cas : plus d'insuffisance rénale, de fibrillation auriculaire ou de transfusions nécessaires avec la chirurgie, plus d'insuffisance aortique résiduelle et de risque d'avoir besoin d'implanter un pacemaker avec le TAVI. Pour les bas risques, le TAVI n'est pas inférieure à une chirurgie classique. Ces études remettent en question les recommandations de 2016 mais, fin 2017, elle n'a pas encore suscité de nouvelle recommandation en France.
La longévité à long terme des valves implantées par TAVI reste inconnue mais à 10 ans, l'évolution est comparable avec une chirurgie classique de remplacement de valve par une bioprothèse avec un taux de dégénérescence équivalent. L'espérance de vie des patients après remplacement valvulaire chirurgical classique par une bioprothèse est comparable à celle de patients n'ayant pas de rétrécissement aortique, avec des prothèses qui durent plus de 10 ans avant de nécessiter une réintervention.
L'enquête Implant Files, coordonnée par le Consortium international des journalistes d’investigation, ICIJ, se focalise sur trois types d'implants dont les TAVI, non explantables mais dont la durée de vie est limitée à quelques années : 50 % d'entre eux seraient défectueux au bout de huit ans mais ne nécessitant pas forcément une réintervention.

### Autres indications
Une autre indication du TAVI est le traitement des valves cardiaques bioprothétiques chirurgicales défaillantes par implantation d'une nouvelle valve dans l'ancienne (TAVI valve dans la valve ou VIV). Dans cette indication, la procédure permet de soulager les symptômes sans convalescence prolongée. Les résultats sont meilleurs, à court terme, qu'une chirurgie classique, et équivalents à cette dernière, à long terme.
En 2016, la voie transapicale était la plus utilisée pour cette indication sur la base des données VIVID, à hauteur de 81 %.

### Pour aller plus loin
- S. Fournier, P. Monney,, E. Ferrari et al., « Implantation de valve aortique par voie transcathéter (TAVI) : update sur les indications. », Revue médicale suisse, vol. 11,‎ 2015, p. 1197-1202 (lire en ligne [PDF], consulté le 27 janvier 2018).
- (en) A. Cribier, « The development of transcatheter aortic valve replacement » [« le développement du remplacement valvulaire aortique transcathéter »], Glob Cardiol Sci Pract, vol. 2016, no 4,‎ 30 décembre 2016 (DOI 10.21542/gcsp.2016.32, lire en ligne, consulté le 27 janvier 2018).